# Criptodirs
Els criptodirs (Cryptodira) són un subordre de Testudines que inclou la majoria de tortugues de terra i d'aigua. Els criptodirs es diferencien dels pleurodirs en què abaixen el coll i amaguen el cap directament dins la closca, en lloc de plegar el coll lateralment al llarg del cos.

## Classificació i evolució
Els criptodirs evolucionaren principalment durant el període Juràssic, a finals del qual ja havien substituït gairebé totalment les Pleurodira en llacs i rius, i havien començat a desenvolupar espècies terrestres. Cryptodira té quatre superfamílies principals:
Superfamília Chelonioidea (tortugues marines)
- Família Protostegidae †
- Família Thalassemyidae
- Família Toxochelyidae †
- Família Cheloniidae (Tortugues verdes i similars)
- Família Dermochelyidae

Superfamília Kinosternoidea
- Família Dermatemydidae (Tortugues de riu i d'estany)
- Família Kinosternidae
- Família Platysternidae

Superfamília Testudinoidea
Els criptodirs amb més èxit pertanyen a la família Testudinidae, que comprèn totes les tortuges actuals. La tortuga més gran coneguda és l'espècie extinta Testudo atlas, que es troba en el mateix gènere que la ben coneguda tortuga grega. S'han trobat exemplars de T. atlas amb una llargària de 2,5 metres i un pes de quatre tones.
- Família Haichemydidae †
- Família Lindholmemydidae †
- Família Sinochelyidae †
- Família Emydidae
- Família Geoemydidae
- Família Testudinidae

Superfamília Trionychoidea
La família Trionychidae comprèn la majoria de les tortugues de closca tova actuals, i inclou més de trenta-dues espècies que viuen als llacs i rius d'aigua dolça d'Amèrica del Nord, Àsia i Àfrica.
- Família Adocidae †
- Família Carettochelyidae
- Família Trionychidae